# Eugenia kalbreyeri
Espèce
Synonymes
- Eugenia dawei Hutch. & Dalziel[1]

Eugenia kalbreyeri  Engl. & Brehmer est une espèce de plantes à fleurs de la famille des Myrtaceae et du genre Eugenia. C'est un arbuste présent en Afrique tropicale.

## Étymologie
Son épithète spécifique kalbreyeri rend hommage au botaniste allemand Guillermo Kalbreyer (en) qui découvrit le spécimen-type sur le mont Cameroun.

## Description
C'est un arbuste d'environ 3 m de hauteur.

## Distribution
Outre le Cameroun, l'espèce a été observée en Côte d'Ivoire (1 site), en Guinée (1 site) et en Sierra Leone (4 sites).